# Formicivora
A Formicivora a madarak osztályának verébalakúak (Passeriformes) rendjébe és a hangyászmadárfélék (Thamnophilidae) családjába tartozó nem.

## Rendszerezésük
A nemet William John Swainson írta le 1824-ben, az alábbi 8 faj tartozik ide:
- Formicivora erythronotos
- Formicivora melanogaster
- Formicivora serrana
- Formicivora grisea
- szerrádó hangyászmadár (Formicivora rufa)
- Formicivora grantsaui
- Formicivora iheringi[2] vagy Neorhopias iheringi[1]
- Formicivora acutirostris[1] vagy Stymphalornis acutirostris[2]

## Előfordulásuk
Panama és  Trinidad és Tobago területén, valamint Dél-Amerikában honosak. A természetes élőhelyük a szubtrópusi vagy trópusi erdők, szavannák és cserjések.

## Megjelenésük
Testhosszuk 11-13 centiméter közötti.

## Életmódjuk
Ízeltlábúakkal táplálkoznak.